# Ledebouria luteola
Ledebouria luteola är en sparrisväxtart som beskrevs av John Peter Jessop. Ledebouria luteola ingår i släktet Ledebouria och familjen sparrisväxter. Inga underarter finns listade i Catalogue of Life.